# Eugène Lami

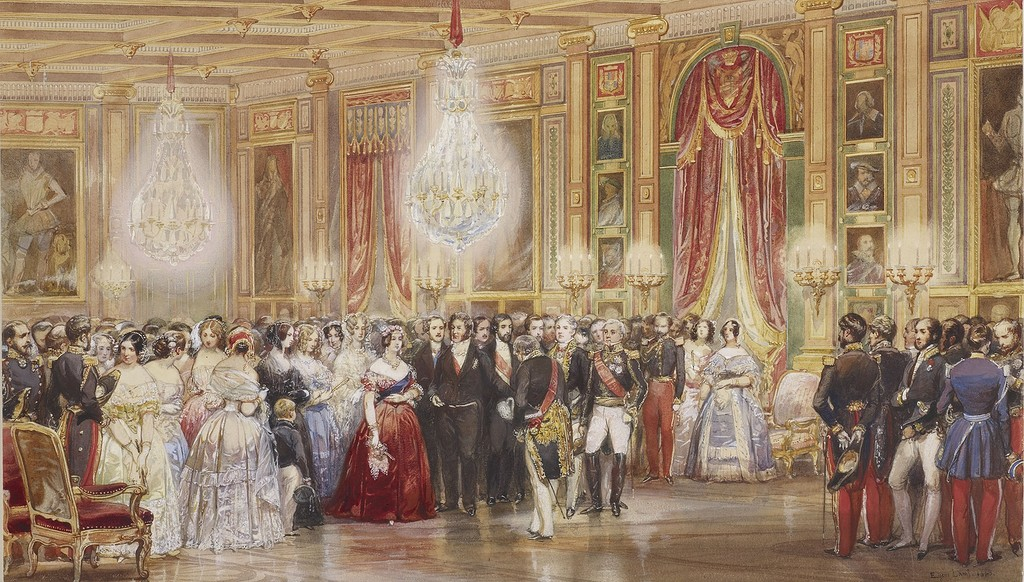

Eugène Louis Lami (ur. 12 stycznia 1800 w Paryżu, zm. 19 grudnia 1890 tamże) – francuski malarz i rysownik. 

## Życiorys
Studiował w pracowni Gros'a, Horacego Verneta, Camille Requeplana i Paula Delaroche. Początkowo zajmował się malarstwem batalistycznym, potem malował sceny rodzajowe z życia wielkiego świata. Zasłynął jako świetny akwarelista, malował przeważnie sceny z życia towarzyskiego Paryża oraz ilustrował dzieła Musseta i Prévosta (Gil Blas i Manon Lescaut). Jego litografie są ciekawymi ilustracjami obyczajów XIX wieku. 
Był autorem m.in. obrazów Wyścigi z przeszkodami, Foyer Starej Opery oraz Karol I w drodze do więzienia.